# Provincia de Morona Santiago
Morona Santiago es una de las veinticuatro provincias que conforman la República del Ecuador, situada al centro sur del país, en la zona geográfica conocida como región amazónica, principalmente en los flancos externos de la cordillera occidental en el oeste y la extensa llanura amazónica al este. Su capital administrativa es la ciudad de Macas, la cual además es su urbe más grande y poblada. Ocupa un territorio de unos 25.690 km², siendo la segunda provincia más grande del país por extensión, detrás de Pastaza. Limita al norte con la provincia de Pastaza; al noroccidente con la provincia de Tungurahua; por el occidente con las provincias de Chimborazo, Cañar y Azuay, y al este con las provincias de Condorcanqui y Datem del Marañón, pertenecientes al Perú.
En el territorio moronense, habitan 192.508 personas, según el último censo (2022), siendo la décima octava más poblada del país y la segunda más poblada de la Amazonía ecuatoriana. La provincia de Morona Santiago está constituida por doce cantones, con sus respectivas parroquias urbanas y rurales. Según el último ordenamiento territorial, la provincia de Morona Santiago pertenecerá a una región comprendida también por las provincias de Azuay y Cañar, aunque no esté oficialmente conformada, denominada Región Centro Sur.
Su economía se basa en el comercio, el turismo y la agricultura. Las mayores industrias de extracción de la provincia están conformadas por la maderera y agrícola (piscicultura, avicultura, etc.). La prestación de servicios en calidad de funcionarios, empleados públicos de la pequeña industria y manufactura siguen en importancia.
Las selvas moronenses son cuna de tres nacionalidades indígenas de la región amazónica del Ecuador: los achuar, los shiwiar y los shuar. Tuvo distintos períodos migratorios provenientes como los upanos. La colonización española se dio en 1549, cuando Hernando de Benavente consiguió permiso para explorar las «tierras de Macas», y con ciento cincuenta hombres partió desde Cuenca, y avanzó hasta encontrarse con la resistencia del pueblo shuar. Durante ese período, la entidad máxima y precursora de la provincia sería el Gobierno de Macas. Después de la guerra independentista y la anexión de Ecuador a la Gran Colombia, se crean las provincias de Chimborazo y Azuay, el 25 de junio de 1824, en las que dentro de sus límites se encontraba el actual territorio moronense. El 10 de noviembre de 1953, se crea la décima sexta provincia del país, la provincia de Morona Santiago, cuando se desmembró de la provincia de Santiago Zamora.

## Historia

### Orígenes y época colonial
Cuando los españoles llegaron a colonizar la zona, las Gobernaciones de Quijos y Yaguarzongo se disputaron la conquista de la "tierra de Macas". En 1549, Hernando de Benavente consiguió permiso para explorar las "tierras de Macas", y con 150 hombres partió desde Cuenca, y avanzó hasta encontrarse con la resistencia del pueblo shuar. En 1563, Juan Salinas Loyola, Gobernador de Yaguarzongo, por orden del Gobernador de Quijos, Vásquez de Ávila, emprende otra expedición a las tierras de Macas; y el 15 de agosto de 1563, Juan de Salinas y Guinea, su sobrino, fundó Nuestra Señora del Rosario de Macas, junto a jefes indígenas; aunque tiempo después la población desapareció, y se desconoce desde entonces dónde fue fundada por primera vez la ciudad macabea.
Juan Salinas Loyola, Gobernador de Yaguarzongo y tío del fundador, envía a José Villanueva Maldonado para que fundara otra ciudad para legitimar aquella zona como parte de la jurisdicción de Yaguarzongo. Cumpliendo esta comisión, Villanueva Maldonado, fundó Sevilla de Oro en el año 1575. Luego, estas tierras son incorporadas a la Gobernación de Quijos. La ciudad estaba situada en el margen izquierdo del río Upano un poco más al sur de la actual parroquia Sevilla Don Bosco, se cree que fue una ciudad poblada e importante hasta que sucedió su total destrucción por parte del pueblo shuar en 1599, que estaban molestos por el maltrato de parte de los españoles. Unos cuantos sobrevivientes de la masacre cruzaron el río Upano hacia las tierras de los Macas estableciéndose en el sitio donde se encuentra la actual ciudad de Macas.

### Época republicana
En la Ley de División Territorial de la República de Colombia de 1824, se establece a Macas como cabecera del cantón homónimo, perteneciente a la Provincia de Chimborazo. Ya en la época republicana, el 29 de mayo de 1861, Macas es considerada como cabecera del Cantón Sangay, de la Provincia de Chimborazo.
En 1870 llegan misioneros Jesuitas, pero en 1886 son expulsados disposición gubernamental. En 1901 el Municipio del Cantón Sangay realizó pequeñas obras en la vía Macas - Zuñac - Riobamba, por donde en 1906 entran algunos comerciantes cascarilleros colombianos. Más tarde, el 3 de marzo de 1911, por disposición del Gobierno Interino de Carlos Freire Zaldumbide, parte de Riobamba hacia Macas la misión "Tufino - Álvarez" para buscar una ruta para la vía Riobamba - Macas. En 1920, se crean las provincias de: "Napo Pastaza" y "Santiago Zamora", considerando a Macas como capital de Santiago Zamora y se cambió el nombre de "Cantón Sangay" por el de "Cantón Morona Santiago", su primer Jefe Político fue el comandante Manuel Bejarano.
Posteriormente, en 1924 llegan los Misioneros Salesianos, y abren una escuela sostenida por el estado. El Padre Juan Vigña, por el año de 1934, convocó a algunos moradores a la construcción de la primera planta hidroeléctrica con las aguas del Plazayacu. Durante los siguientes años, se establecieron algunas bases militares en la zona; en 1941, vino la invasión peruana y los habitantes de Macas se aprestaron a defender el territorio nacional. En 1946 se construye un campo de aviación, gracias a la ayuda del coronel de aviación Edmundo Carvajal Flores. El 6 de junio de 1947, Carvajal aterriza por primera vez en la pista de Macas, aún en construcción, en un avión monomotor de guerra, de dos pasajeros.

## Geografía

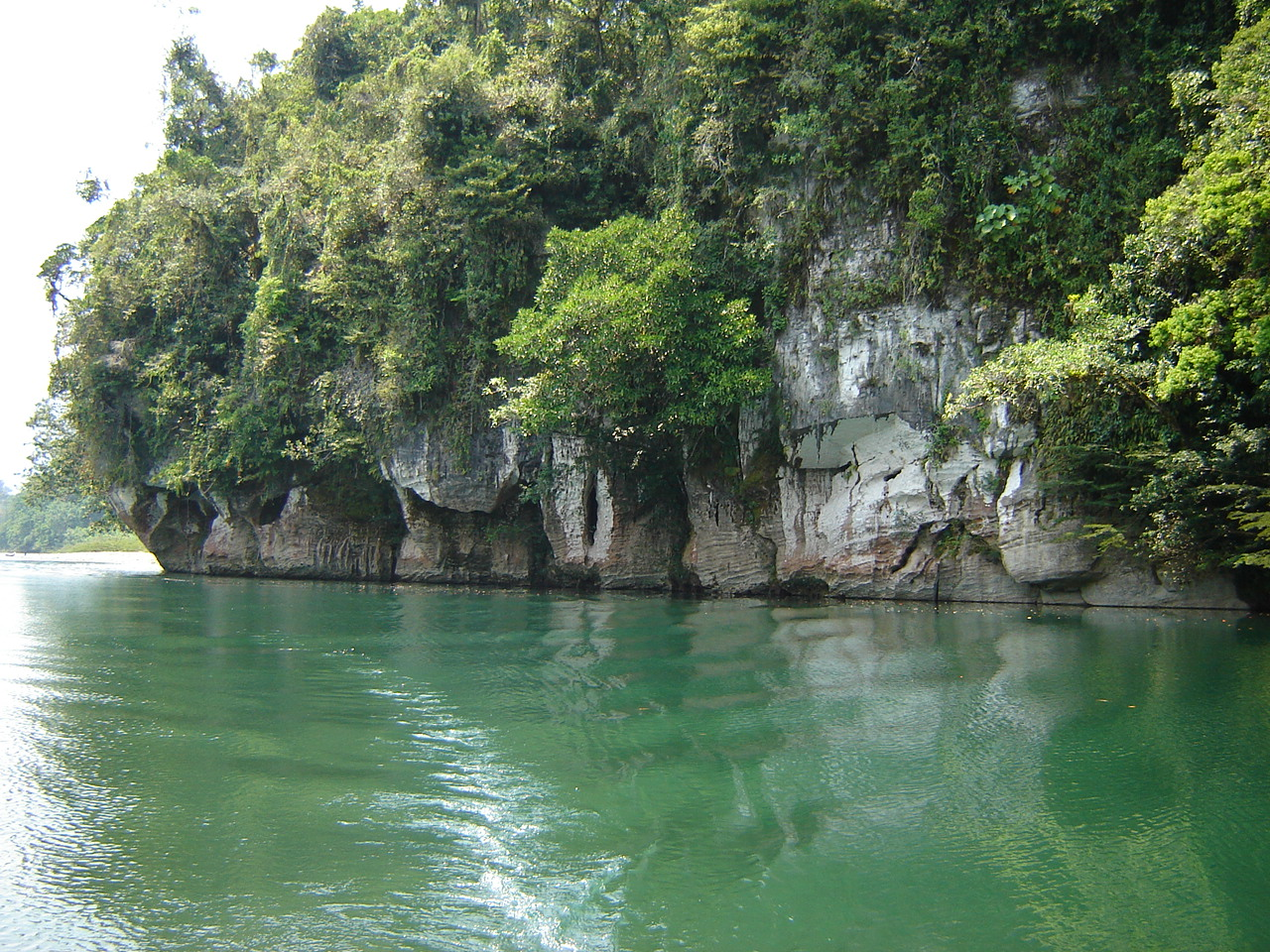
Río y acantilados, en la provincia de Morona Santiago.

### Hidrografía
El río Upano, que nace en el Volcán Sangay, la atraviesa de norte a sur y luego al este, formando el río Santiago, con la unión del Zamora.

### Orografía
La provincia de Morona Santiago por sus Características físicas fluctúan desde los 300 hasta 2900 metros sobre el nivel del mar. La cordillera Central de los Andes es la más alta y está situada en el oeste de la provincia; de ella se desprenden grandes ramales o pequeñas cordilleras como las de Condorazo, Huamboya, Cruzado y Patococha; en este sistema montañoso las elevaciones de mayor altura son: El Altar 5.319 m, el Ubillín, el volcán Sangay unos de los más activos del mundo 5.230 m y el nevado Ayapungo (4.699m). Al observar el relieve de la provincia se aprecian dos zonas:
1. Zona PRE-amazónica.- Comprometida entre las estribaciones de la Cordillera central de los Andes y la Tercera Cordillera o Cutucú. En esta zona se encuentra los valles del Llushín, Palora, Upano, Coangos y Zamora.
2. Zona Amazónica.- Forma un triángulo que se ubica entre la cordillera del Cutucú, el Río Pastaza y se extiende hacia el este por la llanura amazónica.

## Gobierno y política

### Política
La estructura política de Morona Santiago está conformada por el Gobierno Autónomo Descentralizado Provincial, denominado comúnmente como «Prefectura», la cual es una persona jurídica de derecho público que goza de autonomía política, administrativa y financiera, y ejerce las funciones ejecutivas, legislativas y de fiscalización dentro de la circunscripción territorial de la provincia. La sede de este gobierno seccional está en la ciudad de Macas, en calidad de capital provincial.
El gobierno provincial está conformado por un prefecto, un viceprefecto y el consejo provincial. El prefecto es la máxima autoridad y representante legal de la función ejecutiva dentro de la provincia y es elegido en binomio junto al viceprefecto por votación popular en las urnas. El consejo provincial es el órgano de legislación y fiscalización del gobierno provincial, y está integrado por el prefecto -quien lo preside con voto dirimente-, el viceprefecto, los alcaldes de los 12 cantones moronenses, y representantes de los gobiernos de las parroquias rurales. En la actualidad el cargo de prefecto lo ejerce Tiyua Uyunkar, elegido para el periodo 2023 - 2027. 
Paralelo al Gobierno Autónomo Descentralizado Provincial de Morona Santiago, el poder ejecutivo del presidente de la República está representado en la provincia por el gobernador. El cargo de gobernador es ocupado por un individuo designado por el presidente de la República, y puede durar en sus funciones indefinidamente mientras así lo decida el primer mandatario del país. Actualmente, el gobernador de la provincia es Sixto Cóndor.

### División administrativa

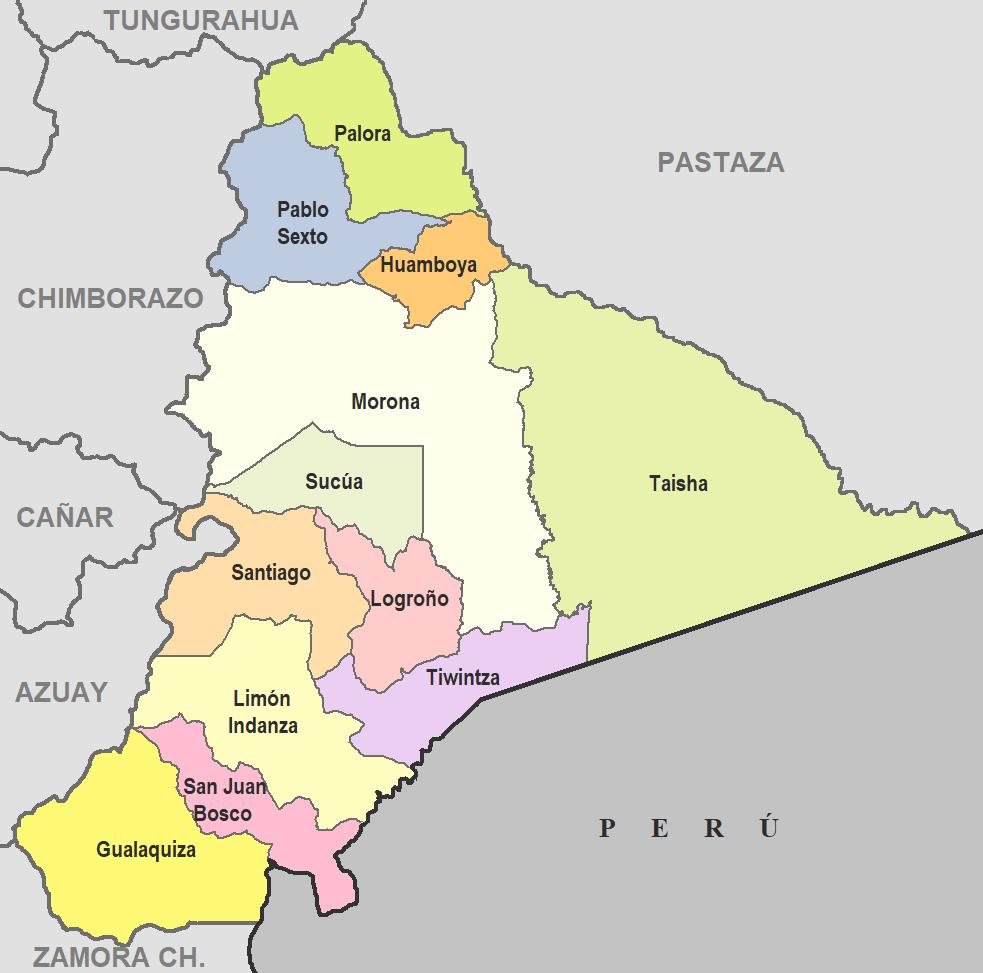
Cantones de Morona Santiago hasta el 2023.

Morona Santiago está dividido en 13 cantones, que a su vez están conformados por parroquias urbanas y rurales. Cada uno de los cantones son administrados a través de una municipalidad y un consejo cantonal, los cuales son elegidos por la población de sus respectivos cantones. La responsabilidad de estos cantones es realizar el mantenimiento de carreteras, administrar los presupuestos del gobierno del estado para programas de asistencia social y económica, y administrar, infraestructuras tales como parques y sistemas de saneamiento básico.
|                                                                           | Cantón            | Población (2022) | Área (km²) | Cabecera cantonal                | Población (2022) |
| ------------------------------------------------------------------------- | ----------------- | ---------------- | ---------- | -------------------------------- | ---------------- |
|                                                                           | Gualaquiza        | 21 892           | 2203       | Gualaquiza                       | 9157             |
|                                                                           | Huamboya          | 10 830           | 653        | Huamboya                         | 1312             |
| Bandera de Morona Santiago                                                | Limón Indanza     | 9602             | 2101       | General Leonidas Plaza Gutiérrez | 3982             |
|                                                                           | Logroño           | 7484             | 1218       | Logroño                          | 1382             |
| [[Archivo:\|class=notpageimage noviewer\|30px\|border\|Bandera de Macas]] | Morona            | 54 935           | 5095       | Macas                            | 22 398           |
|                                                                           | Pablo Sexto       | 2267             | 1371       | Pablo Sexto                      | 1031             |
|                                                                           | Palora            | 11 882           | 1436       | Palora                           | 5748             |
|                                                                           | San Juan Bosco    | 4372             | 1138       | San Juan Bosco                   | 1613             |
|                                                                           | Santiago          | 9755             | 1691       | Santiago de Méndez               | 2349             |
|                                                                           | Sevilla Don Bosco | ----             | ---        | Sevilla                          | ----             |
|                                                                           | Sucúa             | 23 504           | 1298       | Sucúa                            | 10 846           |
|                                                                           | Taisha            | 26 700           | 6090       | Taisha                           | 1864             |
|                                                                           | Tiwintza          | 9285             | 816        | Santiago                         | 1154             |

## Gastronomía

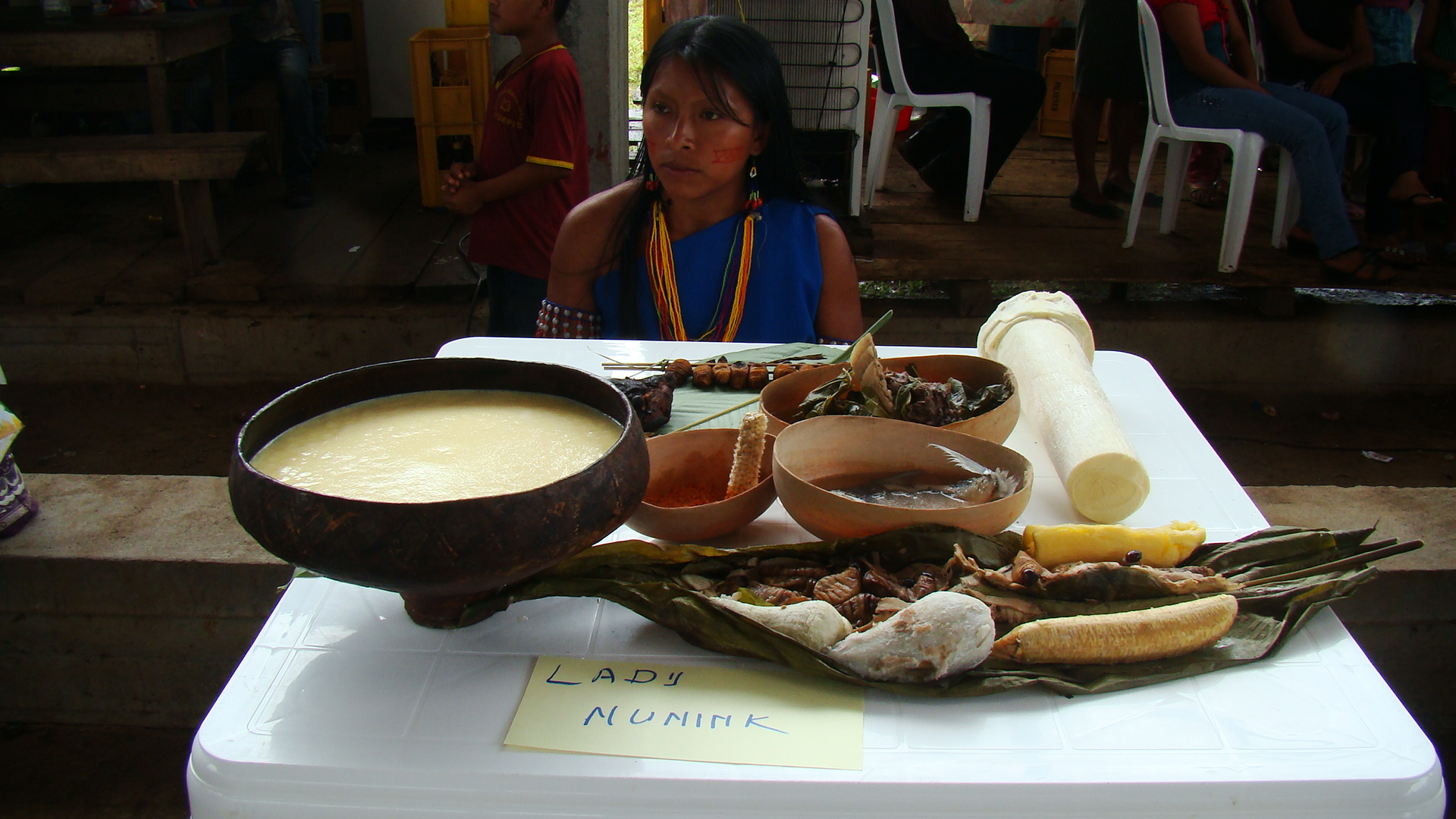
Comida típica Shuar, el ayampaco y la chicha.

Entre los platos más típicos se encuentra el ayampaco, preparado con pescado o pollo, palmito y especies, envuelto en hojas de bijao y asado. Otras comidas representativas son la carne asada, tamal de yuca y palmito, buñuelos, tortilla de yuca, carne sudada. Además, existen otros que en la actualidad son muy escasos, entre estos se mencionan el caldo de novios, remola, majado de pelma, rumbuela, otros. Entre las bebidas más representativas están la guayusa, chicha de caña, chicha de chonta, chicha de yuca, bebidas que se comparten con la etnia Shuar.